# Nancy Khedouri
Nancy Khedouri est une écrivaine et femme politique bahreïenne. 
En 2010, elle est élue à l'Assemblée nationale du Bahreïn.